# Kannitverstan

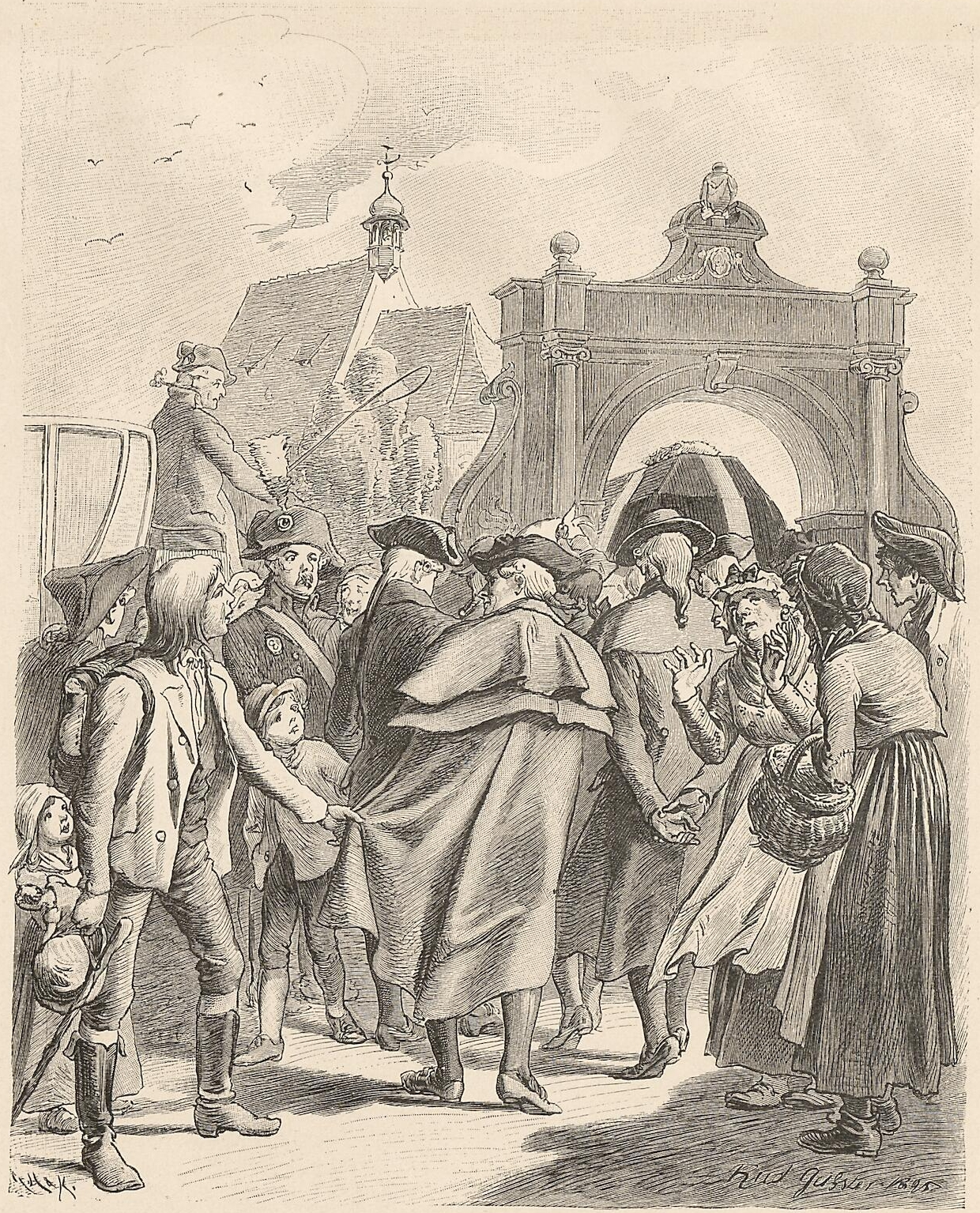
Ilustración de Rudolf Geißler para la revista Münchener Bilderbogen, 1895: El niño artesano se encuentra con el cortejo fúnebre del Sr. Kannitverstan.

Kannitverstan es un cuento tipo historia de calendario (Kalendergeschichte) del poeta alemán Johann Peter Hebel. Apareció por primera vez en 1808 en el calendario Rheinländischer Hausfreund.

## Argumento y moraleja
Un joven obrero de provincia en Alemania, a saber, de Tuttlingen, visita la famosa Ámsterdam por primera vez en su vida y observa allí con sorpresa una hermosa casa y un gran barco cargado de mercancías costosas. Inocentemente pregunta quiénes son los propietarios de la casa y del buque, y ambas veces recibe la respuesta "Kannietverstaan", que corresponde al alemán Ich kann dich nicht verstehen ("yo no te entiendo"). El simple artesano, sin embargo, cree que "Kannitverstan" es el nombre de una persona y está impresionado por la abundante riqueza del supuesto señor Kannitverstan. Al mismo tiempo, el artesano se siente oprimido en vista de su propia pobreza. Por último, observa una comitiva fúnebre y pregunta a uno de los deudos por el fallecido. Cuando vuelve a recibir la respuesta "Kannitverstan", hizo luto por el difunto señor Kannitverstan, pero siente mucho alivio en el corazón, ya que se da cuenta de que la muerte no conoce las diferencias sociales y de que en la vida todo es efímero. Así, la pobreza le resulta más llevadera.

## Origen
El cuento Kannitverstan está basado en una historia verdadera y documentada por escrito: En 1757, viajó a Ámsterdam el Marqués de Custine, cuya existencia está históricamente demostrada. Posteriormente se maravillaba en una casa muy particular y de una hermosa dama. También escuchó cómo el ganador de la lotería de Holanda fue declarado y miró un cortejo fúnebre. Curioso, le preguntó por los nombres de esas personas y siempre oía la respuesta Ik kann niet verstan. El joven conde creía entonces que existía un Sr. Kannitverstan. Como Custine poco más tarde vio a la hermosa dama otra vez, dijo que se lamentaba de la muerte de su marido, el Sr. Kannitverstan, lo que finalmente condujo a una risotada y la consecuente aclaración del malentendido. Este divertido incidente apareció en forma escrita por primera vez en 1782 en la colección de ensayos de Charles Peyssonel Les numéros y fue reimpreso en 1783 en el semanario Luzernischen Wochenblatt en lengua alemana.

## Crítica
En los estudios literarios se ve al Kannitverstan de Hebel como una historia, cuyo principal mensaje es divulgado a todos los lectores sin esfuerzo: Todo el mundo debería estar contento con lo que tiene y con lo que es, porque al final a todos, ricos o pobres, les sorprenderá la muerte insobornable. El que este sea el leitmotiv no es un punto compartido unánimemente en la investigación crítica. 
Entre los críticos más severos del cuento Kannitverstan se cuenta Rudolf Kreis, que acusa a Hebel por su influencia para proteger la riqueza contra el creciente descontento de las clases más pobres y por propagar una verdad que en última instancia solo era la verdad de la clase dominante de los tiempos de Hebel.
A menudo se observa en la literatura la naturaleza juguetona de las historias y se advierte, sin embargo, tomar muy en serio sus enseñanzas. Ya durante la vida de Hebel fueron incluidos en los libros de lectura en alemán algunos de sus cuentos para el Rheinländischen Hausfreund. En general, Kannitverstan todavía tiene fama de lectura escolar accesible debido a su mensaje de base y a su estilo humorístico.

## Ediciones
- Hebel, Johann Peter: Schatzkästlein des rheinischen Hausfreundes. Kritische Gesamtausgabe mit den Kalender-Holzschnitten. Hrsg. von Winfried Theiss. Stuttgart: Reclam 1981. (Universal-Bibliothek 142) ISBN 3-15-000142-0

- Luzernisches Wochenblatt. Dienstag, den 22sten April 1783, 16tes Stück, páginas 65-67: Fragment vom Nationalstolze in Sprachen. [Auf den Seiten 66-67 befindet sich die Geschichte mit dem Herrn Kannitverstan; in dieser Geschichte heißt er allerdings "Herr Kaniverstan" (!) und die Geschichte passiert einem jungen Pariser (!) auf seiner Reise nach Amsterdam.]

## Ensayos
- Franz, Kurt: Johann Peter Hebel Kannitverstan. Ein Mißverständnis und seine Folgen. Texte, Kommentar, Abbildungen. München/Wien: Carl Hanser Verlag 1985. (Literatur-Kommentare 23) ISBN 3-446-14303-3

- Hajek, Siegfried: Kannitverstan – Geschichte eines Literarischen Motivs. En: Jahrbuch der Raabe-Gesellschaft. Hrsg. von Josef Daum und Werner Schultz. Braunschweig 1973. p. 71-87.

- Härtl, Heinz: Zur Tradition eines Genres. Die Kalendergeschichte von Grimmelshausen über Hebel bis Brecht. In: Weimarer Beiträge. Zeitschrift für Literaturwissenschaft. Ästhetik und Kulturtheorie. 24. Jahrgang 1978. p. 58-95.

- Rohner, Ludwig: Kalendergeschichte und Kalender. Wiesbaden: Akademische Verlagsgesellschaft Athenaion 1978.

- Schlaffer, Hannelore (Hrsg.): Johann Peter Hebel: Schatzkästlein des Rheinischen Hausfreundes. Ein Werk in seiner Zeit. Mit Bilddokumenten, Quellen, historischem Kommentar und Interpretation. Tübingen: Rainer Wunderlich Verlag Hermann Leins 1980. ISBN 3-8052-0343-8

## Reconocimientos
La ciudad de Tuttlingen recibió como el más alto elogio un regalo honorífico del "Kannitverstan", representado por una escultura de bronce del escultor tuttlingueño Roland Martin.